# NGC 6229
NGC 6229 هي مجرة تتبع كوكبة الجاثي. اكتشفها ويليام هيرشل في 12 مايو 1787.

## روابط خارجية
- NGC 6229 على موقع ويكي سكاي: DSS2, SDSS, GALEX, IRAS, Hydrogen α, X-Ray, Astrophoto, Sky Map, Articles and images